# Prithú
Según la mitología hinduista, Prithú es un emperador (chakravarti), nombrado en las escrituras sagradas y considerado un avatar (encarnación) del dios Visnú.
También es llamado Prithi y Vainiá (literalmente, ‘hijo de [el rey] Vená’).
Prithú es célebre como el primer rey consagrado. Por él, los indios llamaron Prithuí al planeta Tierra (Singh, pág. 1712).
Él se recuerda principalmente por la leyenda de su persecución de la diosa tierra, Prithuí, que huía convertida con forma de vaca y finalmente accedió a entregar su leche, en la forma de granos y vegetación para la humanidad. La epopeya Majábharata (siglo III a. C.) y el texto Visnú-purana lo describe como un avatar de Visnú (Singh, pág. 1713).

## Nombre sánscrito
- pṛthu, en el sistema AITS (alfabeto internacional para la transliteración del sánscrito).
- पृथु, en escritura devanagari del sánscrito.
- Pronunciación: /pritú/ o más exactamente /pritjú/.[2]
- Etimología: ‘amplio, ancho, expansivo, importante, abundante, copioso, numeroso’.[2]

## Datación de su leyenda
El rey Prithi (posiblemente el mismo Prithú) es mencionado como autor del himno 10.148 del Rig-veda.
Se lo menciona brevemente en el Átharva-veda (himno 10, estrofa 24) como hijo de Vena, y como ordeñador de la vaca Tierra.

## Leyendas
El Visnú-purana (siglo IV d. C., previo al desarrollo del Imperio guptá) y el Bhágavata-purana (siglo X d. C.) cuentan la historia de Prithú: una terrible sequía azotó la India, por lo que los bráhmanas le echaron la culpa al rey Vená, descendiente del piadoso rey Dhruva, y dijeron que si había sequía es porque seguramente él había descuidado los rituales védicos. Entonces los bráhmanas tomaron sus cordones sagrados (un hilo que cuelga del hombro de los sacerdotes en la India) y lo maldijeron, por lo que el aire vital de Vená inmediatamente lo abandonó. El reino quedó sin heredero y la hambruna avanzaba. Así, los bárbaros bráhmanas mutilaron el cuerpo del Vená y revolvieron sus entrañas. Dijeron que primero surgió un cazador enano de piel negra (tres características que lo convertían en un símbolo del mal que poseía Vená). Como los pecados de Vená habían sido extraídos, el cuerpo ahora era puro. Entonces presentaron al heredero de Vená, un joven desconocido, Prithú, y dijeron que había emergido del brazo derecho del cadáver.
El nacimiento de Prithú no tuvo intervención femenina. Debido a que era aioniya (‘no nacido de ioni’, o nacido sin pasar por la vagina de una mujer), Prithú no era tocado por la maldad y el egoísmo, y así podía controlar sus deseos para reinar y defender el dharma (los deberes religiosos).
Como pasaban los meses y no finalizaba la hambruna, Prithú persiguió a flechazos a una vaca. La vaca es sagrada en la India, pero Prithú dijo que esa no era una vaca, sino la diosa Prithvi (la personificación de la Tierra). Finalmente, Prithú acorraló la vaca, pero ella le explicó que si la mataba morirían también sus súbditos. Entonces Prithú bajó las armas y razonó con la Tierra y le prometió ser su tutor. Finalmente, Prithú ordeñó sus bienes. Para ser ordeñada, una vaca necesita tener cerca su ternero, entonces Prithú le pidió a Manu (el primer hijo de la Tierra) que hiciera de ternero. Así la Tierra comenzó a dar sus bienes: vegetación y granos para el bienestar de la humanidad. Antes del reinado de Prithú no existía la agricultura.
Prithú se convirtió así en padre de la Tierra y desde entonces ella aceptó el nombre patronímico Prithuí.
No obstante, el Manu-smriti (las leyes de Manu) considera a Prithuí no como hija de Prithú sino como esposa (Singh, pág. 1713).
El Vaiú-purana registra que cuando nació, Prithú se puso de pie con arco, flechas y armaduras, listo para destruir la Tierra, que estaba desprovista de rituales védicos. Aterrorizada, la Tierra adoptó la forma de una vaca y finalmente se sometió a las órdenes de Prithú, quien ganó así el título de chakravartin (‘emperador’). Prithú fue el primer rey que ganó ese título (Singh, pág. 1713).
El dios creador Brahmá reconoció a Prithú como un avatar del dios Visnú, ya que Prithú tenía en la mano el chakrá (filoso disco decapitador) de Visnú como marca de nacimiento.
Prithú fue «ingresado en la lista de los dioses humanos».
Según Oldham, el título de chakravarti puede derivar de esta marca de nacimiento y no ser indicativo del dominio sobre otros reyes.
Prithú fue adorado en vida como una encarnación de Visnú y ahora se le considera un semidiós naga.
El Shatapata-bráhmana (verso 3.5.4.) lo llama «el primer rey ungido» y el Vaiú-purana lo llama adi-rash o ‘el primer rey’ (Singh, pág. 1713).
El texto épico Majábharata declara que Visnú coronó a Prithú como soberano y entró en su cuerpo para indicar que cualquier persona que se inclina ante un rey debe considerarlo idéntico al dios Visnú.
En él también se corporificaron el dharma (deber religioso), sri (la riqueza, la belleza y la buena fortuna) y artha (prosperidad económica).

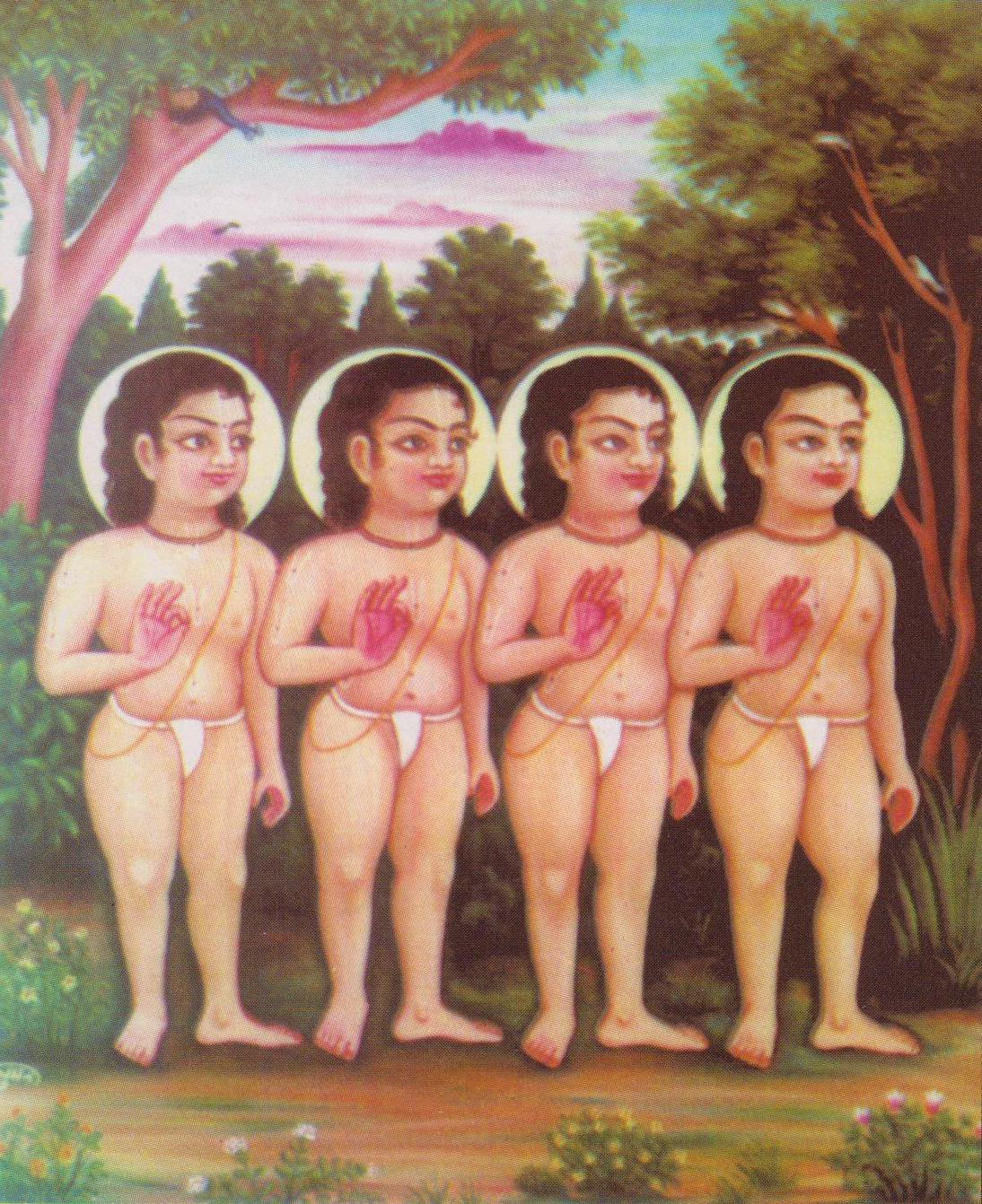
Los Kumaras predicaron al rey Prithú acerca de la devoción al dios Visnú.

El Átharva-veda (principios del I milenio a. C.) le atribuye la invención del arado y de la agricultura. También se le describe como el que aplanó la superficie de la Tierra, alentando así la agricultura, ganadería, el comercio y el desarrollo de ciudades (Singh, pág. 1713).
En un himno del Rig-veda (el primer texto de la literatura de la India, de mediados del II milenio a. C.), Prithú se describe como un rishi (uno de los ‘videntes’ que oyó originalmente el Rig-veda).
D. R. Patil sugiere que este Prithú rigvédico era un dios vegetariano, asociado con el dios védico Soma y con el dios griego Dionisos (Singh, pág. 1714).
El Bhágavata-purana declara que Prithú realizó 99 asuamedha-iagñá (sacrificios de caballo), pero Indra, el rey de los devás, temeroso del poder que tendría Prithú si realizaba un centésimo iagñá, robó el caballo que debía ser sacrificado. El iagñá tuvo que ser abandonado. Visnú dio a Prithú sus bendiciones y Prithú perdonó a Indra por haber robado el caballo ritual.
También declara que los cuatro sabios Kumaras, encarnaciones de Visnú, predicaron al rey Prithú acerca de la devoción a Visnú. 
Tras gobernar su reino durante mucho tiempo, Prithú abandonó el reino con su esposa Archi para realizar austeridades en los bosques el resto de su vida. Murió en el bosque y Archi realizó la práctica satí arrojándose voluntariamente en su pira funeral.

## Esposas e hijos
Aparte de Prithuí ―que a veces se considera hija o esposa de Prithú―, Prithú tenía una esposa llamada Archi y cinco hijos. Archi había emergido del cuerpo de su padre Vená, por lo que era hermana de Prithú. Es considerada una avatar de la diosa Laksmí, consorte de Visnú. El hijo de Prithú se llamó Viyitsua, se convirtió en el rey y controló el centro del reino (que ocupaba la mitad de su superficie). Los otros cuatro hijos: Jari-arksa, DumraKesa, Vrika y Dravina gobernaron el este, el sur, el oeste y el norte del reino, respectivamente.

## Simbolismo
Wendy Doniger interpreta el mito de Prithú ―su transformación desde un cazador nómade que mataba vacas hasta el pastor (cuidador de vacas) y agricultor― como la transición entre la cultura védica de arios guerreros nómades y carnívoros a la actual cultura hinduista, sedentaria y agricultora, basada en la leche de vaca y las verduras y granos cultivados en reemplazo de la carne.
David Shulman compara a Prithú con la deidad védica Rudra (Sivá). Prithú, como Rudra, es un rey ideal, pero con un lado violento. La acción de Prithú como cazador que persigue a la Tierra como vaca muestra su lado aterrador. Además tanto Prithú como Rudra están estrechamente asociados con sacrificios de animales (Doniger, pág. 91).

## Menciones en otros textos
En el distrito Kuruksetra existe un sitio asociado con Prithú llamado Prithúdaka, un pueblo a orillas del río Sárasuati, donde en el Majábharata (siglo III a. C.) dice que el rey Prithú realizó la ceremonia sradhá tras la muerte de su padre.
El gramático Patanyali (siglo III a. C.) menciona a Prithú Udaka como la frontera entre el norte y el centro de la India (Singh, pág. 1713-1714).
El erudito chino Hiuen Tsang (c. 640 d. C.) registró la existencia de esta misma localidad, pero cuyo nombre había derivado al actual, Pehowa (/pejoua/), que había recibido su nombre en honor al rey Prithú, «de quien dicen que fue la primera persona que obtuvo el título de rash (‘rey’)».